# Bleskotki
Bleskotki (Chalcidoidea) – nadrodzina owadów z podrzędu trzonkówek.
Drobne i bardzo drobne owady występujące na całym świecie. Długość ciała w przedziale 0,2–5 mm. Larwy pasożytują w owadach, niektóre w pajęczakach lub na roślinach. Gatunek Blastophaga psenes odpowiada za zapylanie kwiatów figowców pospolitych.